# 蒙塔尔东
蒙塔尔东（法語：Montardon，法語發音：[mɔ̃taʁdɔ̃]）是法国大西洋比利牛斯省的一个市镇，属于波城区。

## 地理
蒙塔尔东（43°22'33"N, 0°20'26"W）面积8.42 平方千米，位于法国新阿基坦大区大西洋比利牛斯省，该省份为法国东南部省份，涵盖了贝阿恩与北巴斯克，西临大西洋比斯開灣，北至朗德省，东北接热尔省，东临上比利牛斯省，南与西班牙接壤。
与蒙塔尔东接壤的市镇（或旧市镇、城区）包括：比罗斯、隆斯、纳瓦耶-昂戈斯、波城、圣卡斯坦、塞尔卡斯泰。

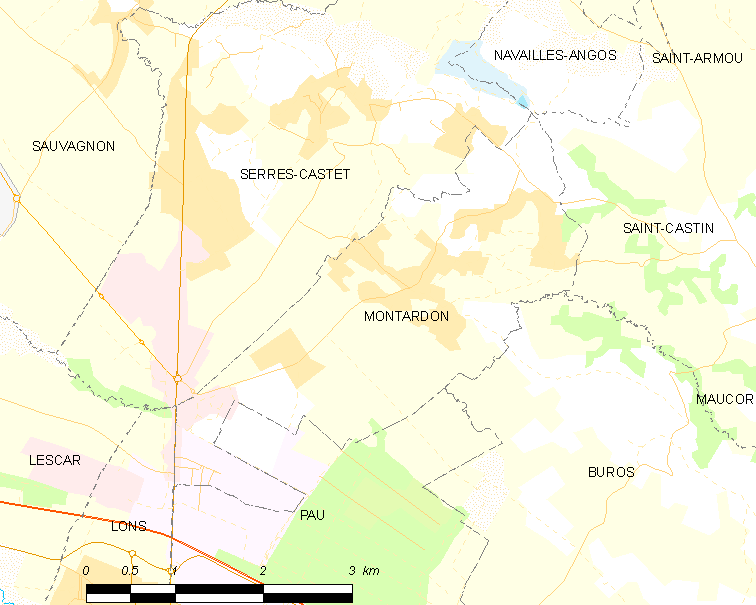
蒙塔尔东的OSM定位图

蒙塔尔东的时区为UTC+01:00、UTC+02:00（夏令时）。

## 行政
蒙塔尔东的邮政编码为64121，INSEE市镇编码为64399。

## 政治
蒙塔尔东所属的省级选区为吕伊河土地和维克比伊山坡县。

## 人口

1962-2008年间蒙塔尔东人口变化图示

蒙塔尔东于2022年1月1日时的人口数量为2420人。